# コミックソングの一覧
コミックソングの一覧（コミックソングのいちらん）は、コミックソングに属する楽曲の一覧（歌手と代表曲）である。認知度、知名度の高い曲のみ掲載。

## 日本のコミックソング

### あ行
- アイドリング!!!
  - 「モテ期の歌」
  - 「台場の恋の物語」
- アイドル・フォー
  - 「天才バカボン」
- 青木さやか
  - 「ノコギリガール〜ひとりでトイレにいけるもん〜」（作詞・作曲：桜田神邪（狩野英孝））
- 青木はるみ
  - 「ゴジラさん」（作詞：前田伍健、作曲：清水保雄）[1]
- 青木はるみ・野澤一馬
  - 「うちのアンギラス」（作詞：佐伯孝夫、作曲：吉田正）[2]
- 青島幸男
  - 「青島だァー」（作詞：青島幸男、作曲：萩原哲晶）
  - 「意地悪ばあさんのうた」（作詞：みおた・みずほ、作曲：Joseph H. Liebman）
- 赤坂東児
  - 「ヤーレンソーラン北海道」（作詞：岸田るみ子、作曲：赤坂東児）
- 明石家さんま
  - 「真赤なウソ」（作詞・作曲：高見沢俊彦）
  - 「アミダババアの唄」（作詞・作曲：桑田佳祐）
  - 「しあわせって何だっけ」（作詞：伊藤アキラ、作曲：関口菊日出）
さんま出演のキッコーマン「ぽん酢しょうゆ」CMソング。
- アゴ&キンゾー（アゴ勇、桜金造）
  - 「世界最強の愛のテーマ」（高橋幸宏プロデュース）
- あのねのね（清水国明、原田伸郎）
  - 「赤とんぼの唄」（作詞：清水国明、作曲：原田伸郎）[3]
  - 「魚屋のオッサンの唄」（作詞・作曲：あのねのね）
  - 「ネコ ニャンニャンニャン」（作詞：犀泪弾、作曲：鹿王院嵐山）[4]
  - 「愛夢猫星（アイムキャットスター）」（別名「ディスコネコニャンニャン」。）
  - 「空飛ぶ円盤の唄」（作詞：清水国明、作曲：原田伸郎）[5]
  - 「アホの唄」（作詞：清水国明、作曲：原田伸郎）[3]
- 天地総子
  - 「お笑いオンステージの歌」（作詞：井上ひさし、作曲：宮川泰）[6]
- 天沼デン助（岡井大二）
  - 「火つけ気つけ火の用心」
- あやまんJAPAN
  - 「ぽいぽいぽいぽぽいぽいぽぴー」
  - 「あやまんジェットコースター」
- ARAKAWA RAP BROTHERS（伊集院光と久保こーじのユニット）
  - 「アナーキー・イン・AK」
セックス・ピストルズ「Anarchy In the U.K.」のパロディ
- THE ALFEE
  - 「府中捕物控」（作詞･作曲:山本正之）
ALFIE時代の1975年にサードシングルとして発売予定であったが「三億円事件」を題材にしている事もあり、問題視されて発売中止となるが、2014年にアルバム 『青春の記憶』が『青春の記憶[+2]』として再発売された際に、ボーナストラックとして収録されて日の目を見た。

- アントニオ古賀
  - 「クスリ・ルンバ」
薬の商品名を羅列した「コーヒー・ルンバ」の替え歌。
- EAST END×YURI
  - 「DA.YO.NE」
これをさらにパロディ化した方言版も多数存在する。
  - 「MAICCA」
- 石川進
  - 「ニョキニョキ節」（作詞：藤公之介、作曲：都倉俊一）[7]
- 石田一松
  - 「のんきだね」（作詞：石田一松、作曲：添田唖蝉坊）[8]
- 市丸
  - 「三味線ブギウギ」（作詞：佐伯孝夫、作曲：服部良一）
- イッセー尾形
  - 「葛飾亀有三丁目交番番歌」（作詞：出倉宏、作曲：小林亜星、編曲：甲斐正人）
「爆笑!!ドットスタジオ」挿入歌。秋本治の漫画『こちら葛飾区亀有公園前派出所』とは直接関係ない。
- 一発逆転（現・ウインズ）
  - 「キンキのおまけ」
和歌山県をテーマにした曲。
- 一発屋（ダンディ坂野、波田陽区、小島よしお、金剛地武志）
  - 「天下無敵の一発屋2008」（作詞：カシアス島田、作曲：高原兄）
- 伊藤秀志
  - 「大きな古時計　ZUZU バージョン」
平井堅の「大きな古時計」のカバーに触発されて、秋田弁の歌詞に載せて唄った歌。
  - 「オレオレ詐欺のドナタ」
つボイノリオ、宮地佑紀生とともに自主制作した歌
  - 「くどい太目の納豆売り」
フリオ・イグレシアス「黒い瞳のナタリー」の空耳ソング
- 伊武雅刀
  - 「子供たちを責めないで」（作詞：秋元康、作曲：Barnum Reeve）
- イモ欽トリオ
  - 「ハイスクール・ララバイ」（作詞：松本隆、作曲・編曲：細野晴臣）
  - 「ティアドロップ探偵団」（作詞：松本隆、作曲・編曲：細野晴臣）
- THE INGRY'S（元いんぐりもんぐり）
  - 「なんてなのテーマ」
- いんぐりもんぐり
  - 「ぶぁいYaiYai〜おぼっちゃまくんのテーマ〜」（作詞：小林よしのり、作曲：永島浩之）
テレビアニメ『おぼっちゃまくん』テーマソング。
- うなずきトリオ（ビートきよし、島田洋八、松本竜介）
  - 「うなずきマーチ」（作詞・作曲：大瀧詠一、編曲：多羅尾伴内）
- A応P
  - はなまるぴっぴはよいこだけ（作詞：あさき、作曲・編曲：96）[9]
『おそ松さん』OPテーマ
  - 全力バタンキュー（作詞：作詞・作曲：池波妟寿、編曲：有木竜郎・池波妟寿）[10]
『おそ松さん』OPテーマ
  - 君氏危うくも近うよれ（作詞：あさき、作曲：まふまふ、編曲：まふまふ・三矢禅晃）[11]
『おそ松さん』OPテーマ
- エクセルガールズ（小林由美子と高橋美佳子によるユニット）
  - 愛（忠誠心）（作詞：ワタナベシンイチ/作曲・編曲：増田俊郎）
『エクセルサーガ』OPテーマ
  - メンチ・哀愁のボレロ〜食すのね（作詞：ワタナベシンイチ/作曲・編曲：増田俊郎）
同EDテーマ 歌詞がほとんど犬（?）の遠吠えだけで構成されており、合いの手として訳詞が入っている構成のかつてないトンデモソング。
- 榎本健一
  - ベアトリ姉ちゃん（作詞：小林愛雄・清水金太郎/作曲：不明）[12]
- 江里夏 with 宍戸留美・永澤菜教・佐藤ゆうこ
  - 「飛んでもNothing～どき☆どきアニマル横町のうたの巻」[13]
テレビアニメ『アニマル横町』テーマソング。
- ERIKO
  - 「アニマルロックンロール」（作詞：康珍化、作曲：タケカワユキヒデ ）[14]
テレビアニメ『とんでモン・ペ』テーマソング。
- 大木こだま・ひびき
  - 「チ」（作詞：大木こだま・まこと、作曲：小室哲哉）
- 王様
  - 直訳ロックシリーズ
- おおくぼ良太
  - 「目蒲線物語」（作詞・作曲：おおくぼ良太）
- 大沢悠里
  - 「麻雀・風呂付き・お酒ルンバ」
TBSアナウンサー時代に出したレコードで「コーヒー・ルンバ」の替え歌。
- オオタスセリ
  - 「ストーカーと呼ばないで」（作詞・作曲：オオタスセリ）
- 大滝詠一
  - 「ホルモン小唄〜元気でチャチャチャ」 (作詞：星野哲郎、作曲：大瀧詠一)
  - ：小林旭に提供したが不採用となった曲。仮歌は入れたとある為、仮歌バージョンだろうが詳細不明。
- 大塚愛
  - 「黒毛和牛上塩タン焼680円」（作詞・作曲：愛＝大塚愛）
  - 「石川大阪友好条約」（作詞・作曲：愛＝大塚愛）
- 大橋巨泉
  - 「おれは天下の百面相」（作詞：井上ひさし、作曲：筒美京平）
  - 「さすがわかっていらっしゃる」（作詞：大橋巨泉、作曲：森田公一）
- 大屋政子、ボニー・ジャックス
  - 「政子ちゃん音頭」（作詞：井川喬、作曲：高橋城）
- おかげ様ブラザーズ
多数存在するため、当該項目参照
- 岡崎体育
  - 「Voice Of Heart」
  - 「MUSIC VIDEO」他多数
- 岡村孝子
  - 「無敵のキャリア・ガール」
- 小沢昭一
  - 「俺達おじさんには」
  - 「土耳古行進曲」
- 音松くん（SMAPの変名）
  - 「スマイル戦士音レンジャー」
- オラ・セラル（関根勤・ルー大柴・ラッキィ池田）
  - 「ラテンの如く」
- オール巨人
  - 「巨人ファンここにあり（巨人以外は野球じゃないぜ）」
ホーマーズによるカバー版も存在。CD「野球小僧〜懐かしの野球ソングコレクション」に収録されているのは、ホーマーズ版である。
- オール阪神
  - 「阪神ファンここにあり（俺もお前もタイガース）」

### か行
- 海援隊
  - 「母に捧げるバラード」
  - 「JODAN JODAN」
- 笠置シヅ子
  - 「買い物ブギ」（作詞：村雨まさを、作曲：服部良一）
  - 「ジャングル・ブギー」（作詞：黒澤明、作曲：服部良一）
  - 「ホームラン・ブギ」（作詞：サトウハチロー、作曲：服部良一 2003年に吉田拓郎により「ホームランブギ2003」としてカヴァーされる）
- 春日三球・照代（漫才師）
  - 「地下鉄音頭」
- 片岡鶴太郎
  - 「哀愁ドンファン」
  - 「ゴーストブスターズ」
  - 「IEKI吐くまで」
  - 「思いの丈」
- かたせ梨乃&カツヤクキン
  - 「ムキムキマンのエンゼル体操」（作詞：景山民夫、作・編曲：小坂忠）
- 桂三枝（現・六代目桂文枝）
  - 「三枝のムラムラ日記」
  - 「三枝の電線音頭」
- 桂雀三郎withまんぷくブラザーズ
  - 「ヨーデル食べ放題」（作詞・作曲：リピート山中）
- 加納さん（南原清隆）
  - 「加納さんのいいんじゃないっスか」（作曲：宮川泰）
- 金沢明子
  - 「イエロー・サブマリン音頭」（作詞、作曲：Lennon-McCartney、訳詞：松本隆、編曲：萩原哲晶、大瀧詠一プロデュース）
- カブキロックス
  - 「お江戸」（「TOKIO」の替え歌）
- 嘉門達夫
多数存在するため、当該項目参照
- カメ&アンコー（亀淵昭信、斉藤安弘）
  - 「水虫の唄」（作詞・作曲：山田進一）
- カロゴンズ（篠原ともえ、ユースケ・サンタマリア）
  - 「カロゴンズのテーマ」（カローラツーリングワゴンCMソング）
- KAWAI（軽部裕人と宮川賢のユニット）
  - 「僕はロリコン」
- 川上さんと長島さん（ものまねタレントのドン川上とプリティ長嶋）
  - 「きたかチョーさんまってたドン」（作詞：高平哲郎、作曲・編曲：細野晴臣）
- 川田義雄とミルク・ブラザーズ
  - 「地球の上に朝が来る」（作詞・作曲：川田義雄）
- 関ジャニ∞
多数存在するため、当該項目参照
- きら☆ぴか
  - 「はなをぷーん」（『きらりん☆レボリューション』第六期EDおよび第四期OP。きら☆ぴかデビュー曲その2。）
- キグルミ
  - 「たらこ・たらこ・たらこ」（キユーピー「あえるパスタソース たらこ」CMソング）
- 吉川団十郎
  - 「ああ宮城県」（作詞・作曲：吉川団十郎）
- 筋肉少女帯
当該項目参照
- くず
  - 「ムーンライト」
- club Prince
  - 「LOVEドッきゅん」（作詞：宮下昌也、作曲：宮下浩司・宮下昌也）
テレビ東京『うぇぶたまww』エンディングテーマ
- グループ魂
  - 「君にジュースを買ってあげる♥」
テレビ東京『ケロロ軍曹』オープニングテーマ
  - 「竹内力」
- 黒沢明とロス・プリモス
  - 「ラブユー貧乏」
    - 「オレたちひょうきん族」の企画。「ラブユー東京」のパロディー。
- GEISHA GIRLS
  - 「Grandma Is Still Alive」（作詞：Ken/Sho、作曲：坂本龍一）
- ケーシー高峰
  - 「そりゃないぜセニョリータ」（作詞：斉木克巳、作曲：村井邦彦）
- ケンタカユッキー☆フライド事件（鈴井貴之と安田顕のローカルユニット）
  - 「おやG / フォーカス」
- けん♀♂けん（研ナオコと志村けんのユニット）
  - 「銀座あたりでギン!ギン!ギン!」（作詞・作曲：つんく）
- けん&マーシー（志村けん、田代まさし）
  - 「爺様と婆様のセレナーデ」（作詞・作曲:吉幾三）
- 小泉今日子
  - 「見逃してくれよ!」（作詞：活発委員会、作曲：加藤英彦）
- 郷ひろみ&樹木希林
  - 「お化けのロック」（作詞：阿木燿子、作曲：宇崎竜童）
ドラマ「ムー」挿入歌
- 小林旭
  - 「アキラのズンドコ節」（作詞：西沢爽、補作曲：遠藤実）
  - 「自動車ショー歌」（作詞：星野哲郎、作曲：叶弦大）
  - 「恋の山手線」（作詞：小島貞二、作曲：浜口庫之助）
- 小松政夫とスージー白鳥
  - 「しらけ鳥音頭」
  - 「小松の親分さん」
  - 「電線マンの電線音頭」
- 米米CLUB
  - 「I LOVE YOU」
  - 「愛の歯ブラシセット」
  - 「ホテルくちびる」
    - 他、下ネタや寸劇で構成されたソーリーミュージック（歌途中や最後に「どうもすみません」と言うため）が多数あり。当該項目を参照
- コメディNo.1（坂田利夫・前田五郎）
  - 「アホの坂田」（1972)[15]
- コント55号（萩本欽一・坂上二郎）
  - 「とにかく考えようよ」（作詞：木下竜太郎、作曲：安部芳明）[16]
  - 「世界は笑う」（作詞：岩城未知男、作編曲：すぎやまこういち）[17]
  - 「まるっきりでたらめに ほんの少しインテリに」（作詞：喰始、作曲：秋本薫）[18]

### さ行
- さいたまんぞう
  - 「なぜか埼玉」（作詞・作曲：秋川鮎舟）
- 堺すすむ
  - 「なーんでかフラメンコ」
- 堺正章
  - 「ハッチャキ マーチ」（作詞：高瀬タカシ、作曲・編曲：森岡賢一郎）[19]
- 桜塚やっくん
  - 「ゲキマジムカツク」（作詞：桜塚やっくん&Anchang、作曲・編曲：Anchang）
- サザンオールスターズ
  - 「勝手にシンドバッド」
  - 「女呼んでブギ」
  - 「マンピーのG★SPOT」
  - 「経験II」
  - 「天国オン・ザ・ビーチ」
- ザ・ドリフターズ　→　た行「ザ・ドリフターズ」
- 寒空はだか
  - 「東京タワーの歌」
- さやえんどうず
  - 「Help me さやえんどう」（作詞：荒木とよひさ、作曲：Edison）
カルビーのスナック菓子「さやえんどう」コマーシャルソング。オーバーダビングを利用したコミックソング
- 三遊亭圓丈
  - 「恋のホワン・ホワン」（作詞：Nike Lowe、作曲：I Gomm、日本語詞：有川正紗子、編曲：藤田大士）
- 椎名玲子
  - 「わらいぐすり」（作詞：田中一郎、作曲：長谷川堅二）[20]
- しぐれうい
  - 「粛聖!! ロリ神レクイエム☆」
- 宍戸留美
  - 「Panic in my room」
  - 「地球の危機」
- シブがき隊
  - 「スシ食いねェ!」
- 島田洋七
  - 「カブトガニロックンロール」
- 島田洋八
  - 「音頭笠岡」
- 島田紳助&明石家さんま
  - 「いけないお化粧マジック」（忌野清志郎+坂本龍一「い・け・な・いルージュマジック」のパロディー）
- シャインズ（東京プリンの伊藤洋介と杉村太郎によるユニット）
  - 「私の彼はサラリーマン」
- シャ乱Q
  - 「ラーメン大好き小池さんの唄」（作詞：つんく、作曲：シャ乱Q）
  - 「タクシードライバー」（作詞・作曲：松本人志）
- 上海太郎舞踏公司B
  - 「交響曲第5番「朝ごはん」」（「交響曲第5番「運命」」の替え歌、作詞：上海太郎、作曲：ルートヴィヒ・ヴァン・ベートーヴェン）
  - 「風呂屋で」（「交響曲第9番「歓喜の歌」」の替え歌、作詞：上海太郎、作曲：ルートヴィヒ・ヴァン・ベートーヴェン）
  - 「交響曲40番「渚にしやがれ」」（「交響曲第40番」の替え歌、作詞：上海太郎、作曲：ヴォルフガング・アマデウス・モーツァルト）
  - 「あんたにだけは言われとない」（「星条旗よ永遠なれ」の替え歌、作詞：上海太郎、作曲：ジョン・フィリップ・スーザ）
  - その他多数存在
- 小滝詠一（東貴博）
  - 「冷麺で恋をして」（「A面で恋をして」の替え歌、作詞：高田文夫、作曲：大瀧詠一）
- 笑福亭鶴光
  - 「うぐいすだにミュージックホール」（作詞・作曲：山本正之）
  - 「イザベル〜関西編〜」
- 笑福亭仁鶴
  - 「どんなんかなァ」
  - 「大阪は第二の故郷」
  - 「へちゃむくれ讃歌」（「大阪は第二の故郷」のB面）
- 昭和のいる・こいる
  - 「そんなもんだよしょうがない」（作詞：高田文夫、作曲：玉置浩二）
- 松鶴家千とせ
  - 「わかんねェだろうナ（夕やけこやけ）」(1976)（作詞：中村雨紅、作曲：竹村次郎）
- ジョンジョリーナ・アリー
  - 「鼻毛ボー」「ASHIKUSAI」
- 慎吾ママ（SMAPの香取慎吾）
  - 「慎吾ママのおはロック」
  - 「慎吾ママの学園天国」
- 人生幸朗・生恵幸子（漫才師）
  - 「人生ぼやき節」
- SUPER CHIMPANZEE（サザンオールスターズの桑田佳祐が結成したユニット）
  - 「クリといつまでも」（作詞・作曲：桑田佳祐）
- SUPER BELL''Z
多数存在するため、当該項目参照
- 水曜日のカンパネラ
  - 「ツチノコ」
  - 「松尾芭蕉」
  - 「桃太郎」他多数
- 杉狂児、美ち奴
  - 「うちの女房にゃ髭がある」（作詞：星野貞志、作曲：古賀政男）
- 杉並児童合唱団、金森勢
  - 「ピンポンパン体操」（作詞：阿久悠、作曲：小林亜星）
- 鈴木やすし
  - 「社長さんはいい気持」
- スネークマンショー
スネークマンショー#ディスコグラフィ参照
- スマイレージ（後のアンジュルム）
  - 「○○ がんばらなくてもええねんで!!」/「○○ がんばらなくてもいいんだよ!!」（両曲共に作詞・作曲：つんく・編曲：高橋諭一）
  - 「恋にBooing ブー!」（作詞・作曲：つんく・編曲：山崎淳）
  - 「チョトマテクダサイ!」（作詞・作曲：つんく・編曲：平田祥一郎）
- SMAP
  - 「スマイル戦士 音レンジャー」
  - 「Hey Hey おおきに毎度あり」
  - 「歯が痛い」
- SEX MACHINEGUNS
  - 「ファミレスボンバー」「ONIGUNSOW」「みかんのうた」他多数
- せんだみつお
  - 「明日がないさ」 -「明日があるさ」の替え歌。
- 曽我町子
  - 「ブースカ節」
- ソルティー・シュガー
  - 「走れコウタロー」（作詞：池田謙吉、作曲：前田伸夫）
  - ハナゲの唄
ひがしのひとしの曲「鼻毛の伸長度に関する社会科学的考察」のカバー
- 添田さつき
  - パイノパイノパイ（ジョージアソングに添田自身が歌詞をつけたもの。東京節とも。）

### た行
- ザ・ダーツ
  - 「ケメ子の歌」（作詞・作曲：馬場祥弘、採譜・補作：浜口庫之助）
- 太平サブロー・シロー
  - 「稲妻ベイビー」（作詞：森雪之丞、作曲：佐瀬寿一）
- ダウンタウン
  - 該当ページ参照
- 高石ともや
  - 「受験生ブルース」（作詞：中川五郎、作曲：高石友也）
  - 「旅」（作詞・作曲・歌：高石ともや）
「ワンカップ大関」CMソング。
- 高田文夫
  - 「有楽町でまた逢いましょう」（作詞：高田文夫、作曲：中村泰士）
「有楽町で逢いましょう」のアンサーソング。
- 高田渡
  - 「大ダイジェスト版・三億円強奪事件の唄」（作詞：高田渡、作曲：J・ジェームス）
三億円事件を題材にしたトピカル・ソング。
- 竹内まりや
  - 「アップル・パップル・プリンセス」（作詞：柴田陽平、作曲：加瀬邦彦）[21]
- 竹中直人
  - 「ファンキーマージャン」（作詞：高橋幸宏、作曲：サディスティックス）
- たこ八郎
  - 「たこでーす。」（作詞：くのたかし、作曲・編曲：久石譲）
- タナカアツシ
  - 「大島エレジー」：沖縄じゃないの、奄美大島なの、と歌っている
- 田中美和子
  - 「三十路坂〜明日があるじゃない」
- 谷岡ヤスジ
  - 「ヤスジのオラオラ節」（作詞：浅井英雄・野沢ミツオ、作曲：鈴木邦彦）[22]
- 種浦マサオ
  - 「関西人inTokyo」[23]、スティングの曲を使用
- 楽しんごとあやまんJAPAN
  - 「ドドスコぽいぽいのうた」
- タモリ
  - 「アフリカ民族音楽ソバヤ」
  - 「タモリのワークソング」
- 太郎
  - 「男女」
- ダンス☆マン
  - 「よくある名字斉藤」
  - 「背の高いやつはジャマ」
- 千秋
  - 「ノンタンといっしょ」（作詞：秋元康・作曲：本間勇輔）[24]
テレビアニメ「ノンタンといっしょ」主題歌。
- ぢ・大黒堂（ビートたけし・ユースケ・サンタマリア・トータス松本らによるユニット）
  - 「踊れ!ボンボン」（作詞・作曲：トータス松本）
- チャーリー浜
  - 「サラリーマンが最高!」（作曲：東京バナナボーイズ）
  - 「私は涙の花粉症」
- Chu☆
  - 「巫女みこナース・愛のテーマ」（作詞・作曲：柏木るざりん）
- ちんこウタビト
  - 「ちんこ音頭」（作詞：ちんこ職人、作曲：ちんこウタビト）
2ちゃんねるで制作された猥歌。
- ツービート
当該項目参照
- 月亭可朝
  - 「嘆きのボイン」（作詞・作曲：月亭可朝）
- 筒井広志、スクールメイツ・ブラザーズ
  - 「おだてブタ」（作詞：松山貫之、作曲：筒井広志）
- つばきファクトリー
  - 「アイドル天職音頭」（作詞・作曲：星部ショウ・編曲：大久保薫）
- つボイノリオ
多数存在するため、当該項目参照
- DJ ムネオ
鈴木宗男議員のODA疑惑から問題となった「ムネオハウス」からはじまった2ch製作の冗談音楽ムーヴメント「THE MUNEO HOUSE」から生み出した架空のDJ。
  - 「muneo house」
- テツandトモ
  - 該当ページ参照
- デュークエイセス
  - 「筑波山麓合唱団」
- てんぷくトリオ
  - 「走れバカボン」
  - 「わしらの夢は夜ひらく」（バカ田大学）
- 東京プリン
当該項目参照
- 東京ボーイズ
  - 「なぞかけ問答」
- 東京ぼん太
  - 「東京の田舎ッぺ」他多数。東京ぼん太#レコード参照。
- 道上洋三
  - 「阪神タイガース数え歌」
- ドクター南雲とシルバーヘッドホーン
  - 「ソウル若三杉」（作詞・作曲：ケイ・ふじやま）
当時大関だった人気力士若三杉（後の横綱2代目若乃花・先代間垣親方）をテーマにしたソウルミュージック
- 所ジョージ
当該項目参照
- トニー谷
  - 「あんたのおなまえ何ァンてェの」（作詞：青島幸男、作曲：赤星健彦）
  - 「さいざんすマンボ」（作詞：トニー谷、作曲：多忠彦）
- 友竹正則とひばり児童合唱団
  - 「パパのバイオリン」（作詞：ドイツ民謡、訳詞：阪田寛夫、作曲：ドイツ民謡）[25]
- トリオスカイライン
  - 「ごめんちゃいゴーゴー」
- ザ・ドリフターズ
  - 「ズッコケちゃん」（作詞：なかにし礼、作曲：佐々木俊一）（1968）[26]
  - 「いい湯だな」（作詞：永六輔、作曲：いずみたく）（1968）[26]
  - 「ドリフのズンドコ節」（作詞：不明、補作詞：なかにし礼、作曲：不明、編曲：川口真）（1969）[27]
  - 「ドリフのほんとにほんとにご苦労さん」（作詞：野村俊夫・なかにし礼、作曲：倉若晴生）[28]／「冗談炭坑節」（作詞：なかにし礼、作曲：不詳）[29]（1970年）
  - 「ドリフのツーレロ節」（作詞：なかにし礼、作曲：不詳）[30]
  - 「バイのバイのバイ」（作詞：添田さつき・森雪之丞、作曲：ヘンリー・クレイ・ワーク）[31](1976)

### な行
- 中川レオ
  - 「カモネギ音頭」
- 仲間由紀恵 with ダウンローズ
  - 「恋のダウンロード」
- なぎら健壱
  - 「悲惨な戦い」（作詞・作曲：なぎら健壱、1972）
  - 「ラブユー東京スポーツ」（作詞・作曲：なぎら健壱）
  - 「教訓II」（加川良「教訓I」の替え歌）
- なべおさみ
  - 「青春ヤスダ節」（作詞：平井一郎、作曲：宮川泰）
  - 「ごめんなさい」（作詞：杉紀彦、作曲：越部信義）
- 南州太郎
  - 「おじゃまします」
- 西川きよし
  - 「子供が三人おりますねん」（作詞：喜多条忠、作曲：中山大三郎）
- ニャンギラス
  - 「私は里歌ちゃん」（作詞:秋元康、作曲・編曲:見岳章）
  - 「自分でゆーのもなんですけれど」（作詞:秋元康 、作曲:岡原勇里、編曲:中村哲）
- NEWS
  - 「チラリズム」
  - 「ムラリスト」
  - 「チュムチュム」
- 布谷文夫
  - 「ナイアガラ音頭」（作詞・作曲：大瀧詠一、作曲：多羅尾伴内）
- NO PLAN
多数存在するため、当該項目参照
- 野末陳平、三遊亭圓楽、ロイヤルナイツ
  - 「笑ってよいしょ」(作詞：野末陳平、作曲：萩原哲晶)

### は行
- ハイロウズ
  - 「東大出ててもバカはバカ」：タイトルのセリフを連呼する曲
- 萩本欽一
  - 「山に登れば」（作詞・作曲：萩本欽一）[32]
  - 「『欽ちゃんの』渡り鳥だよ」（作詞：阿久悠、作曲：都倉俊一）[33]
- 萩原健一
  - 「兄貴のブギー」（1975年）：水谷豊のセリフ付き
- 爆チュー問題（爆笑問題）
  - 「でたらめな歌」（作詞：さ大臣、う大臣、作曲：飯野竜彦、さ大臣）
- 爆風スランプ
  - 「青春りっしんべん」（作詞：サンプラザ中野、作曲：江川ほーじん）
  - 「ちゃんちゃらおかP音頭」（作詞・作曲:こぼうず隊） - 「こぼうず隊」名義
  - 「無理だ!!」（作詞：サンプラザ中野、作曲：ハヒフヘほーじん）
  - 「たいやきやいた」作詞：サンプラザ中野・ファンキー末吉、作曲：ファンキー末吉[34]
  - 「シンデレラちからいっぱい憂さ晴らしの歌 今夜はパーティー」作詞：サンプラザ中野、作曲：Newファンキー末吉[35]
- 間寛平
多数存在するため、当該項目参照
- 橋幸夫
  - 「恋のメキシカンロック」（作詞：佐伯孝夫、作曲：吉田正）
- バスケットシューズ
  - 「芸能人哀歌（タレントエレジー）」（作詞：尾崎純也、作曲：尾崎純也）1977年
- 働木満（沢村一樹）
  - 「働きマン音頭」（作詞：「働きマン音頭」制作委員会、作曲：加藤裕介）
- はっぱ隊
  - 「YATTA!」（作詞：はっぱ隊、作曲：ダンス☆マン）
- 鼻毛の森
多数存在するため、当該項目参照
- ハナ肇とクレージーキャッツ
  - 「スーダラ節」
  - 「ハイそれまでヨ」
  - 「だまって俺について来い」
  - 「無責任一代男」
  - 「ホンダラ行進曲」
  - 「アッと驚く為五郎」（作詞：河野洋、作曲：宮川泰）
  - 「ウンジャラゲ」（作詞：藤田敏雄、作曲：宮川泰）
  - 「ドント節」（作詞：青島幸男、作曲：萩原哲晶）[36]
- はなわ
当該項目参照
- 初代林家木久蔵（現・林家木久扇）
  - 「いやんばか〜ん」（作詞：林家木久蔵、作曲：W.C.Handy）
- Perfume
  - 「アキハバラブ」（作詞・作曲：ももいはるこ）
  - 「彼氏募集中」
- バラクーダ
  - 「日本全国酒飲み音頭」（作詞：岡本圭司、作曲：ベートーベン鈴木）
  - 「演歌・血液ガッタガタ」（作詞：岡本圭司、作曲：ベートーベン鈴木）
血液型性格分類を題材にした曲。後にピンクの電話によりカバー版が歌われる。
- パルコ・フォルゴレ（声優：高橋広樹）
  - 「チチをもげ!」（作詞：雷句誠・大和屋暁、作曲・編曲：樫原伸彦）
アニメ『金色のガッシュベル!!』挿入歌
- 晴乃チック・タック
  - 「チックタック　ゴーゴー」
- ザ・ハンダース
  - 「ハンダースの想い出の渚」（作詞：鳥塚茂樹、作曲：加瀬邦彦）
ザ・ワイルドワンズの代表曲「想い出の渚」を森進一や高見山、ブルース・リーなど著名人の物真似メドレーでカバーした。
- BUMP OF CHICKEN
  - 「いか」「星のアルペジオ」「三人のおじさん」など多数。
- B.B.クィーンズ
  - 「おどるポンポコリン」（作詞：さくらももこ、作曲・編曲：織田哲郎）
- ビクトリーム（声優：若本規夫）
  - 「ベリーメロン〜私の心をつかんだ良いメロン〜」（作詞：雷句誠・大和屋暁、作曲・編曲：田光マコト）
- ピコ太郎
  - 「ペンパイナッポーアッポーペン」
- 左とん平
  - 「とん平のヘイ・ユー・ブルース」（作詞：郷伍郎、作曲：望月良道、1973）
- 左卜全とひまわりキティーズ
  - 「老人と子供のポルカ」（作詞・作曲：早川博二）
- ビッグポルノ
  - 「KING TIMER」「La buffo」など多数
- 日出郎
  - 「燃えろバルセロナ」
- ひょうきんディレクターズ
  - 「ひょうきんパラダイス」（作詞：伊藤アキラ、作曲：小杉大五朗、編曲：大谷和夫）
- 日吉ミミ
  - 「世迷い言」（作詞：阿久悠、作曲：中島みゆき）
ドラマ『ムー一族』挿入歌
- ヒャダイン
多数存在するため、当該項目参照
- びゅーちふるず
  - 「朝ごはんの歌」
  - 「みんなだいすきモンチッチ」
テレビアニメ『モンチッチ』テーマソング。
- 平田満
  - 「愛の狩人」（作詞：本野丈弾、作曲：金野孝、編曲：土持城夫） 1976年
  - 「もしもお許し願えれば女について話しましょう」（作詞：本野丈弾、作曲：金野孝、編曲：土持城夫） 1976年
- 平野雅昭
  - 「演歌チャンチャカチャン」
- ザ・フォーク・クルセダーズ
  - 「帰って来たヨッパライ」（作詞：ザ・フォーク・パロディ・ギャング、作曲：加藤和彦）
- ぴろき
  - 「明るく陽気に、いきましょう。」(作詞・作曲：ぴろき）
- BOOGIE MAN
  - 「パチンコマン（PACHINCO MAN）」
- 藤本房子
  - 「お湯をかけたら」
- 二村定一
  - 「洒落男」
  - 「百万円」
  - 「笑ひ薬」[37]
- ブリーフ&トランクス
多数存在するため、当該項目参照
- ザ・ブロンソンズ（みうらじゅん、田口トモロヲのユニット）
  - 「マンダム〜男の世界」（日本語詞：ブロンソンズ、セリフ：大塚周夫）
- 放課後ティータイム（漫画・アニメ『けいおん!』に登場するバンド）
  - 「カレーのちライス」（作詞：稲葉エミ 作曲・編曲：前澤寛之）
  - 「ごはんはおかず」（作詞：かきふらい※平沢唯名義、作曲・編曲：bice※琴吹紬名義）
- 坊屋三郎
  - 「まじめ親父のセレナーデ」
  - 「クイントリックス音頭」
  - 「もちもち音頭」（作詞・作曲：坊屋三郎）
  - 「おしっこしたくなっちゃった」
- 星井七瀬
  - 「パーマパビリオン」
- 星セント・ルイス
  - 「ウッセー・ウッセー」（作詞：榎雄一郎、作曲：石田勝範）[38]
- 星まり子
  - 「泣くなおっぱいちゃん」
- 細川たかし
  - 「正調おそ松節」（作詞：秋本康、作曲：見岳章）[39]
- 堀川亮(ベジータ)
  - 「ベジータ様のお料理地獄!!〜お好み焼きの巻〜」
- ザ・ぼんち
  - 「恋のぼんちシート」（作詞・作曲：近田春夫、鈴木慶一）

### ま行
- MAICO（丹下桜）
  - MAICOは踊る（作詞：Sora 作曲・編曲：船山基紀）
『アンドロイド・アナ MAICO 2010』OPテーマ。第1コーラスのみドレミの歌詞のみの構成（ただし、音階はハ長調ではない）。
- マイナスターズ（さまぁ〜ず）
多数存在するため、当該項目参照
- 牧伸二
  - 「あゝやんなっちゃった」（作詞：小島貞二、作曲：不詳）
- 牧伸二とブラック・ジャック
  - 「ナベヨコ・ソウル」
  - 「マキシンのソウル・それはないじゃないか!!」
- 又吉&なめんなよ
  - 「なめんなよ」
1980年代前半に大ヒットした、学ラン（学生服）を着せた猫のブロマイド「なめんなよ」のイメージソング。
- 松本ともこ
  - 「マッピーのGスタ」
TOKYO FMのアナウンサー時代に出したCD。
- 松村邦洋・森たけし
  - 「負ける気せんね〜野村阪神応援ヴァージョン〜」（作詞・作曲：きんた・ミーノ）
- マモー・ミモー（内村光良・ちはる）
  - 「マモー・ミモー 野望のテーマ 〜情熱の嵐〜」
- まりちゃんズ
  - 「尾崎家の祖母」（作詞：まりちゃんズ、作曲：藤岡孝章）
- 萬Z(量産型)
  - 「日本ブレイク工業社歌」（作詞・作曲：manzo）
- 水木一郎
  - 「熱くるしいぜ」（作詞：大木たかし、作曲：ゲイリー芦屋）
NHKドラマ『料理少年Kタロー』主題歌
- Mr.Children
  - 「デルモ」（作詞・作曲：桜井和寿、編曲：小林武史）
- ミス花子
  - 「河内のオッサンの唄」（作詞・作曲・編曲：ミス花子）
- 水原弘
  - 「へんな女」（作詞・作曲：浜口庫之助）
- むてん娘。（モーニング娘。）
  - 「あっぱれ回転ずし!」（作詞・作曲：つんく・編曲：高橋諭一）
- MEN'S 5
  - 「とってもウマナミ」（作詞：淡谷三治、作曲：淡谷n'次郎盆帆n'太郎）[40]
テレビアニメ『みどりのマキバオー』エンディングテーマ
  - 「"ヘーコキ"ましたね」（作詞：淡谷三治、作曲：淡谷 n'太郎&ボンボ）他多数
- モダンチョキチョキズ
  - 「ジャングル日和」（作詞・作曲：モダンチョキチョキズ、編曲：松本晃彦）他多数
- ももいろクローバーZ
  - 「ワニとシャンプー」（作詞・作曲：前山田健一）
  - 「ゴリラパンチ」（作詞：ANCHANG、作曲：AKIRASTAR）
  - 「ココ☆ナツ」（作詞・作曲：前山田健一）
  - 「サンタさん」（作詞・作曲：前山田健一）
  - 「ももクロのニッポン万歳!」（作詞・作曲：前山田健一）など
- 森山加代子
  - 「じんじろげ」（渡舟人作詞・中村八大作曲。じんじろげは当時流行語にもなったほどのヒット曲）他多数

### や行
- 野猿
  - 「Fish Fight!」（作詞・作曲・編曲：後藤次利）
- 八代亜紀
  - 「ラッキーマンの歌」（作詞：ガモウひろし、作曲：佐瀬寿一、編曲：矢野立美）

アニメ『とっても! ラッキーマン』主題歌
- 安岡力也
  - 「ホタテのロックン・ロール」（作詞：内田裕也、横澤彪、城悠輔、作曲：加瀬邦彦）[41]
- 柳家喬太郎
  - 「東京ホテトル音頭」（作詞・作曲：柳家喬太郎）
- ヤバイTシャツ屋さん
当該項目参照
- 山形かゑる子（伊集加代子の別名）
  - 「アンアン小唄」（作詞：伊藤アキラ、作曲：大瀧詠一、編曲：矢野誠）
- 山田邦子
  - 「邦子のかわい子ぶりっ子（バスガイド編）」（作詞：山田邦子、作曲：渡辺直樹）
  - 「ひょうきん絵かき歌」（作詞：山田邦子、曲：ポーランド民謡、編曲：萩原哲晶）
- 山本正之（鶴光の曲の作曲者）
多数存在するため、当該項目参照
- 山本正之&ゆうきまさみと仲間たち
  - 「正調・究極音頭」（作詞：とり・みき、作曲：山本正之）[42]
- やや
  - 「夜霧のハウスマヌカン」（作詞：いとうせいこう、季秀元、作曲：棚部陽一）
- 由利徹、南利明
  - 「カックン・ルンバ」（作詞：松井由利夫、作曲：長瀬貞夫）
- 横山ノック
  - 「ガンバレ!たこやきちゃん」（作詞：丹古晴巳、作曲：鏑木創）[43]
- 吉幾三
  - 「俺ら東京さ行ぐだ」（作詞・作曲：吉幾三）
  - 「これが本当のゴルフだ」（「俺ら東京さ行ぐだ」の替え歌）
  - 「俺はぜったい!プレスリー」（作詞・作曲：吉幾三）
  - 「NDA! [んだ!]」（作詞・作曲：吉幾三）【「俺ら東京さ行ぐだ」のアンサーソング】

### ら行
- 竜ケ崎宇童（ラッツ&スターの変名）
  - 「禁煙音頭」（「スモーキン・ブギ」のパロディー、大瀧詠一プロデュース）
- 柳亭痴楽（四代目、93年死去）
  - 「男なんてポポイのポイ」（作詞：柳亭痴楽、作曲：南雲一広）
- レミー・ブリッカ、東京放送児童合唱団
  - 「へんな家！」（作詞：S.バルドッティ、訳詞：木下忠司、作曲：V.モラエス）[44][45]
- レイザーラモンHG
  - 「YOUNG MAN」（作曲：Jacques Morali 作詞：Henri Belolo/Victor Edward Willis 日本語詞：レイザーラモンHG ヴィレッジ・ピープルのヒット曲「Y.M.C.A.」のカバー）

## 世界のコミックソング
英語版「Novelty song」も参照。
- アル・ヤンコビック（Al Yankovic）
  - 「今夜もEAT IT（Eat It）」（マイケル・ジャクソン「今夜はBEAT IT」のパロディ）
  - 「外科医のように（Like a Surgeon）」（マドンナ「ライク・ア・ヴァージン」のパロディ）
  - 「ファット」（マイケル・ジャクソン「バッド」のパロディ）
  - 「Smells Like Nirvana」（ニルヴァーナ「スメルズ・ライク・ティーン・スピリット」のパロディ）
  - 「遅刻へ道連れ（Another One Rides The Bus）」（クイーン「地獄へ道づれ」のパロディ）
- エドセルズ
  - 「ラマラマ・ディンドン」
- コースターズ
  - 「チャーリー・ブラウン」[46]
- コースターズ
  - 「ヤケティ・ヤック」[47]
- コールド・カット
  - 「ストップ・ザット・クレイジー・シング」(1989)：キング・コング、ターザンも登場
- シェブ・ウーリー（Sheb Wooly）
  - 「ロックを踊る宇宙人（Purple People Eater）」
- ジミー・キャスター・バンチ
  - 「キング・コング」
- ディッキー・グッドマン（Dickie Goodman）
  - 「ミスター・ジョーズ（Mr. Jaws）」
- シュナッピー（Schnappi）
  - 「ぼくはシュナッピー（Schnappi, das kleine Krokodil）」
  - 「ヨコハマのラマ（Ein Lama in Yokohama）」
- チーチ&チョン
  - 「バスケット・ボール・ジョーンズ」（1973）
  - 「イアー・エイク・マイ・アイ」（1974）
  - 「ボーン・イン・イーストLA」
- チャック・ベリー
  - 「マイ・ディンガリン」[48]（1972）
- デヴィッド・セヴィル
  - 「ラグタイム・カウボーイ・ジョー」
- ナポレオン14世（NAPOLEON XIV）
  - 「狂ったナポレオン、ヒヒ、ハハ……（They're Coming to Take Me Away, Ha-Haaa!）」
- ニール・セダカ
  - 「アイ・ゴー・エイプ」[49]
- ノラジョ
  - 「スーパーマン」
  - 「カレー」
  - 「シャワー」
- ブライアン・ハイランド
  - 「ビキニスタイルのお嬢さん」（アメリカではノベルティと解釈）
- フランク・ザッパ
  - 「ディッキーズ・サッチ・アン・ア＊＊－ル」
  - 「ダンシング・フール」（1979）
  - 「ディスコ・ボーイ」
- ブロウフライ
  - 「サ＊ク・イット」
  - 「バッド・フ＊＊ク」
- ボビー“ボリス”ピケット
  - 「モンスター・マッシュ」（1962）（1973）

- グルーチョ・マルクス
  - 「刺青の女リディア（英語版）」（1939） - 映画『マルクス兄弟珍サーカス（英語版）』（1939年）で歌われる[51]。

- ラッピン・デューク（ショーン・ブラウン）
  - 「ラッピン・デューク」[52]
- ラン・デルズ
  - 「ゴキゲン火星ちゃん」
- レイ・スティーヴンス
  - 「ザ・ストリーク」（1974）
- ロイヤル・ガーズメン（Royal Guardsmen）
  - 「暁の空中戦（Snoopy vs. Red Baron）」